# 亞赫內 (法斯蒂夫區)
49°54′31″N 29°44′46″E / 49.90861°N 29.74611°E
亞赫内（烏克蘭語：Яхни）是位於烏克蘭北部的村莊，由基辅州法斯蒂夫區的科然卡市鎮負責管轄。該村始建於1825年，面積3.05平方公里，海拔高度217米，2001年人口557，人口密度每平方公里182.6人。